# Гавшино (Вологодская область)
Гавшино — деревня в Тотемском районе Вологодской области.
Входит в состав Мосеевского сельского поселения, с точки зрения административно-территориального деления — в Середской сельсовет.
Расстояние до районного центра Тотьмы по автодороге — 71 км, до центра муниципального образования деревни Мосеево по прямой — 31 км. Ближайшие населённые пункты — Концевская, Пелевиха, Середская.
По переписи 2002 года население — 2 человека.

## Известные жители
Капустин, Пётр Иннокентьевич  — Герой Советского Союза.